# Gianni Munari
Gianni Munari (Sassuolo, 24 de junio de 1983) es un exfutbolista italiano que jugaba de centrocampista y fue profesional entre 2001 y 2019.
Durante su carrera jugó en la Serie A, la máxima categoría del fútbol italiano, con el Palermo, con el Lecce, con la Fiorentina, con la Sampdoria, con el Cagliari Calcio y con el Parma Calcio.
Durante la temporada 2014-15 estuvo cedido en el Watford, con el que ascendió a la Premier League.
El 14 de noviembre de 2019 anunció su retirada debido a problemas físicos y pasó a ser ojeador del Parma Calcio, su último equipo como futbolista.

## Clubes
| Club                   | País       | Año       |
| ---------------------- | ---------- | --------- |
| Sassuolo               | Italia     | 2001-2003 |
| Giulianova             | Italia     | 2003-2004 |
| Triestina              | Italia     | 2004-2005 |
| Hellas Verona          | Italia     | 2005-2006 |
| Palermo                | Italia     | 2006-2007 |
| Lecce                  | Italia     | 2007-2011 |
| Fiorentina             | Italia     | 2011-2012 |
| Sampdoria              | Italia     | 2012-2013 |
| Parma                  | Italia     | 2013-2015 |
| Watford (cedido)       | Inglaterra | 2014-2015 |
| Cagliari               | Italia     | 2015-2017 |
| Parma                  | Italia     | 2017-2019 |
| Hellas Verona (cedido) | Italia     | 2019      |